# Clavellisa cordata
Clavellisa cordata är en kräftdjursart som beskrevs av C. B. Wilson 1915. Clavellisa cordata ingår i släktet Clavellisa och familjen Lernaeopodidae. Inga underarter finns listade i Catalogue of Life.